# Угарський сільський округ
Уга́рський сільський округ (каз. Ұғар ауылдық округі, рос. Угарский сельский округ) — адміністративна одиниця у складі Каркаралінського району Карагандинської області Казахстану. Адміністративний центр та єдиний населений пункт — село Матак.
Населення — 385 осіб (2021; 518 у 2009, 669 у 1999, 912 у 1989).
Станом на 1989 рік існувала Угарська сільська рада (села Акбулак, Матак). 2007 року було ліквідовано село Акбулак.

## Склад
До складу округу входять такі населені пункти:
| Населений пункт | Населення, осіб (1989) | Населення, осіб (1999) | Населення, осіб (2009) | Населення, осіб (2021) |
| --------------- | ---------------------- | ---------------------- | ---------------------- | ---------------------- |
| Акбулак, село   | 179                    | 100                    | -                      | -                      |
| Матак, село     | 733                    | 569                    | 518                    | 385                    |